# Lars Olson (läkare)
Lars Olson, född 1942, är en svensk läkare och medicinsk forskare.
Lars Olson tog 1964 medicine kandidatexamen vid Karolinska Institutet, disputerade där 1970 och blev docent 1971. Han är professor i neurobiologi vid Institutionen för neurovetenskap på Karolinska Institutet. Han är också medlem av Karolinska Institutets Nobelförsamling.